# Malcolmia littorea
Malcolmia littorea — вид рослин родини капустяні (Brassicaceae). лат. litttorea — «на узбережжі, недалеко від моря».

## Морфологія
Багаторічна, деревна біля основи, з багатьма не-квітковими стеблами вкритими білим пухом. Глибоко зубчасте або зубчасте еліптичне листя. Кластери по 5–20 квітів. Фіолетові квіти 15–20 мм. Стручок 30–65 мм завдовжки. Насіння 0,7–1,2 × 0,4–0,7 мм, яйцевиде. 2n = 20.

## Поширення, біологія
Країни поширення: Алжир; Марокко; Італія; Франція; Португалія; Гібралтар; Іспанія. Вибирає для проживання скелясті або піщані місця вздовж узбережжя.
Цвіте з лютого по червень.

## Галерея

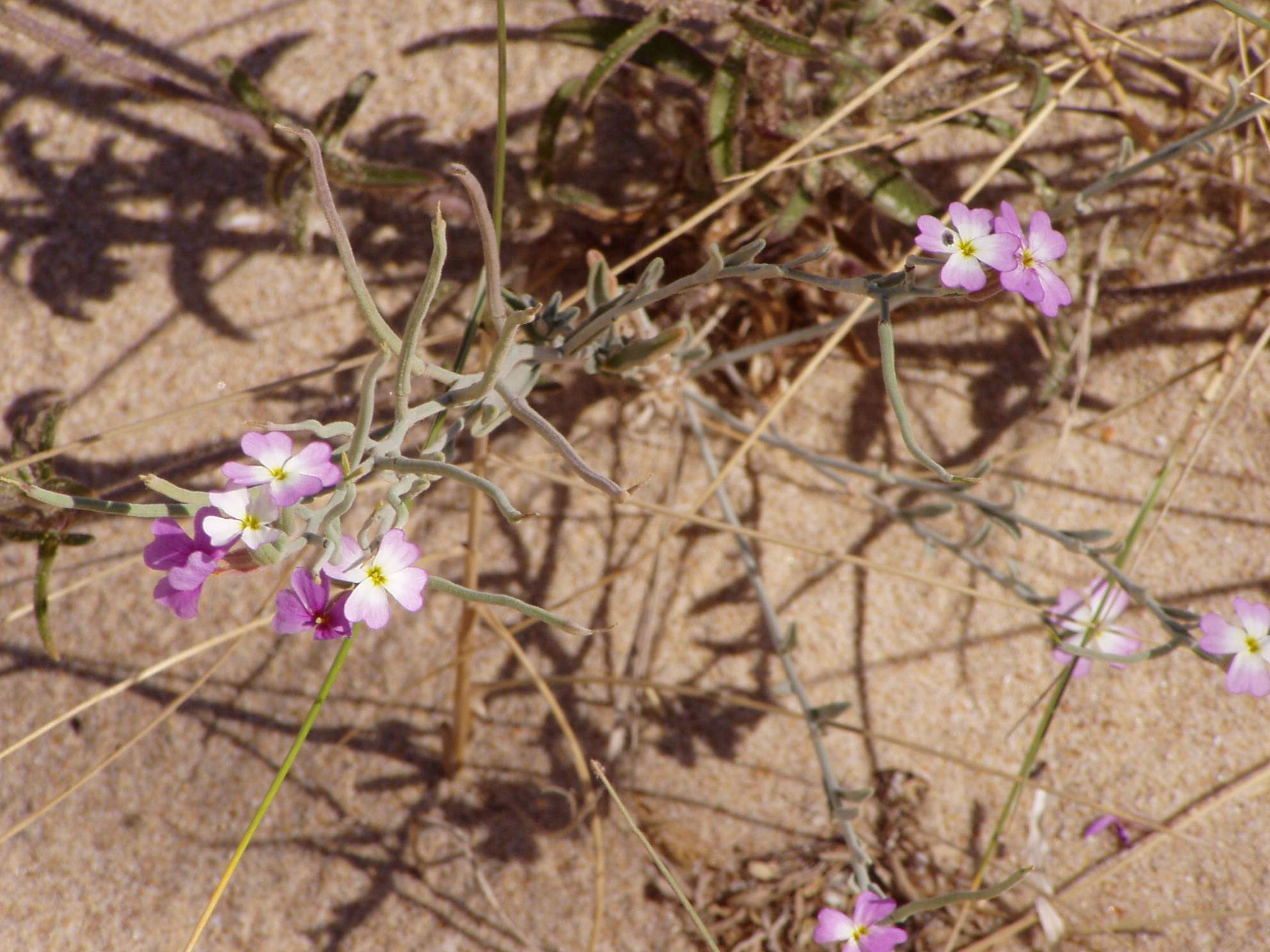
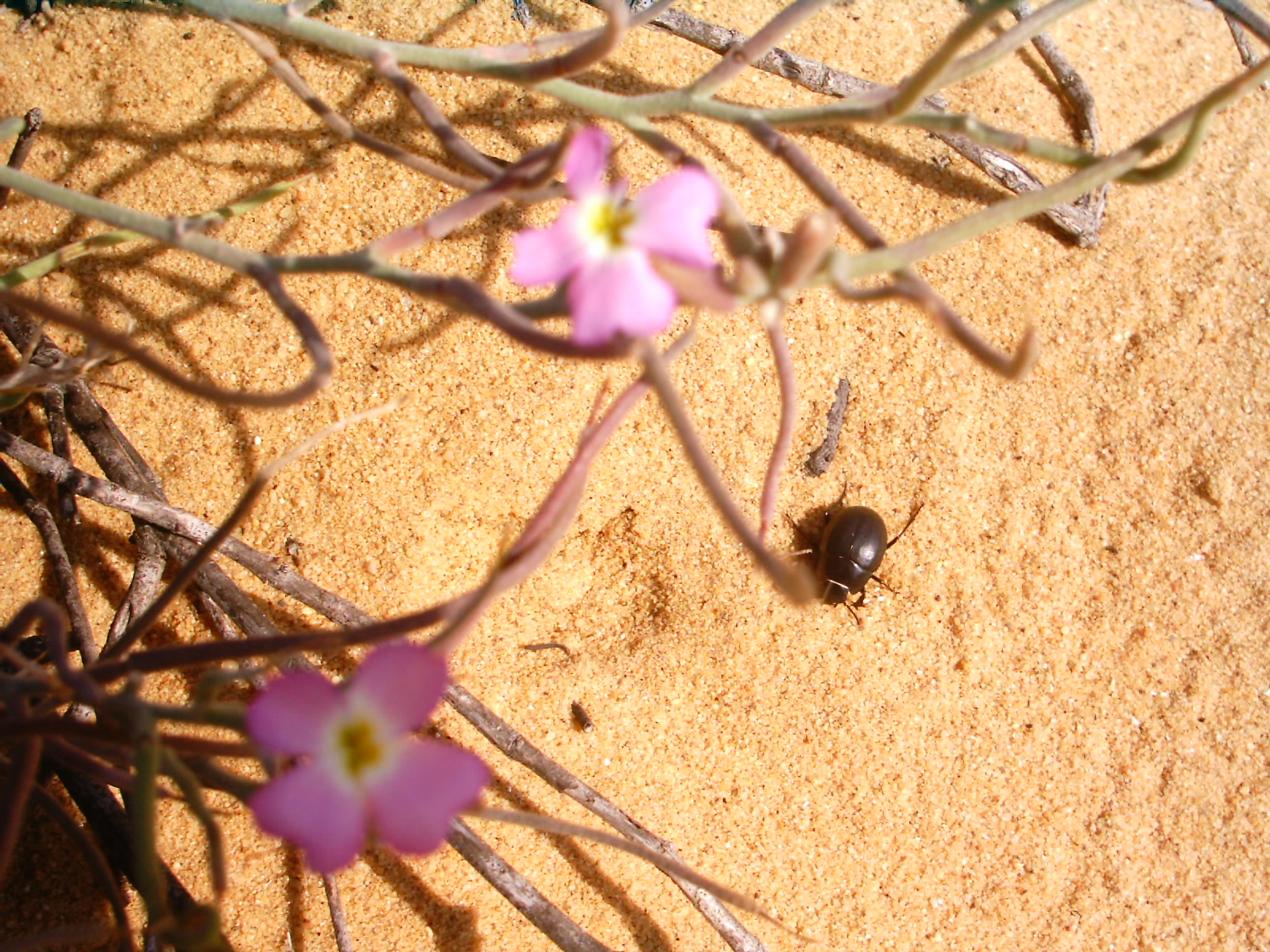
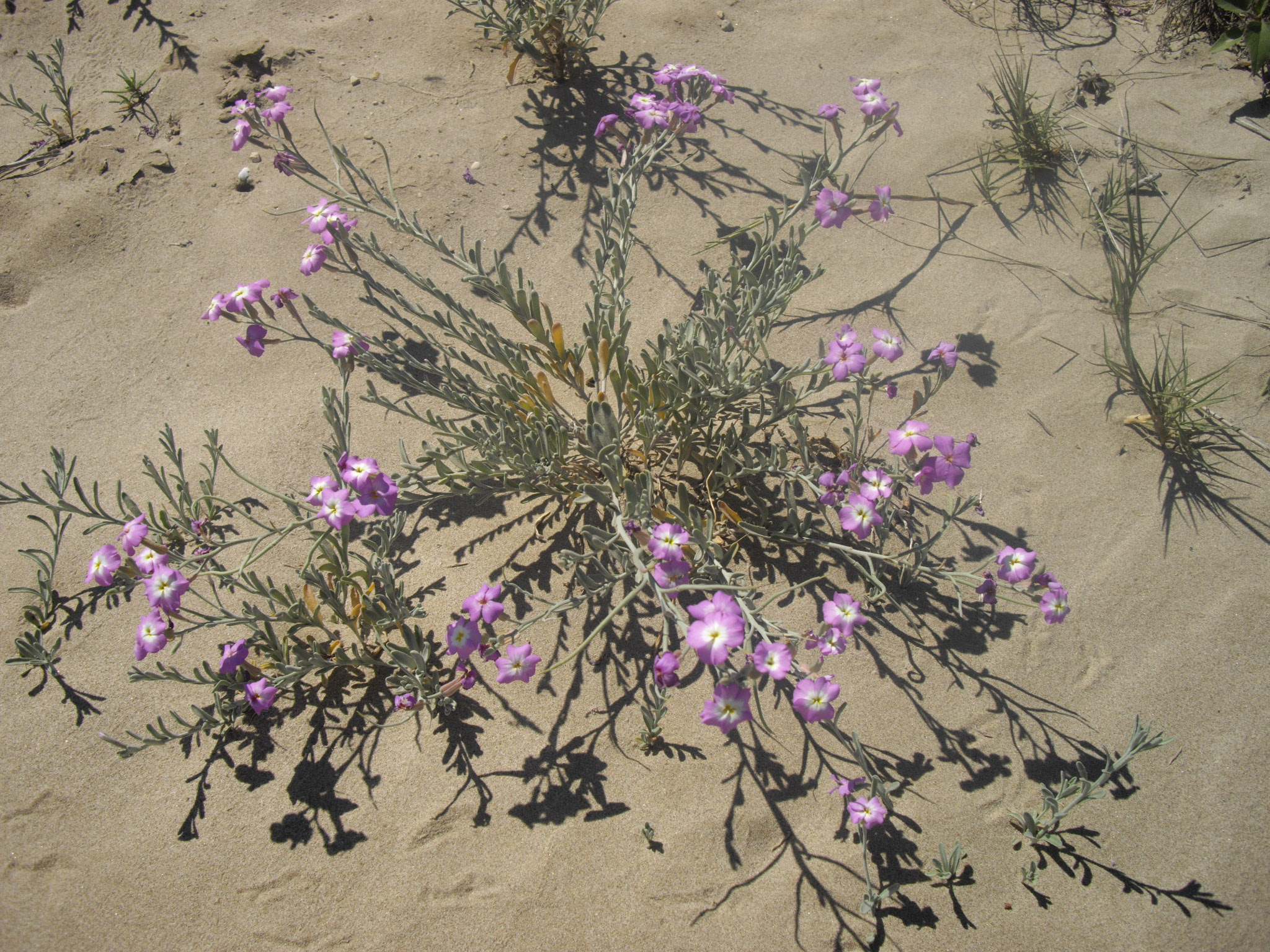
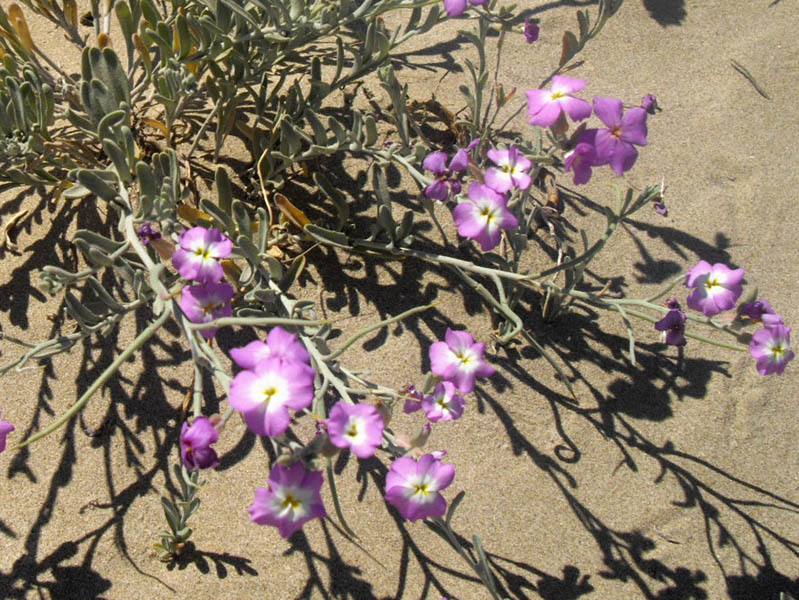
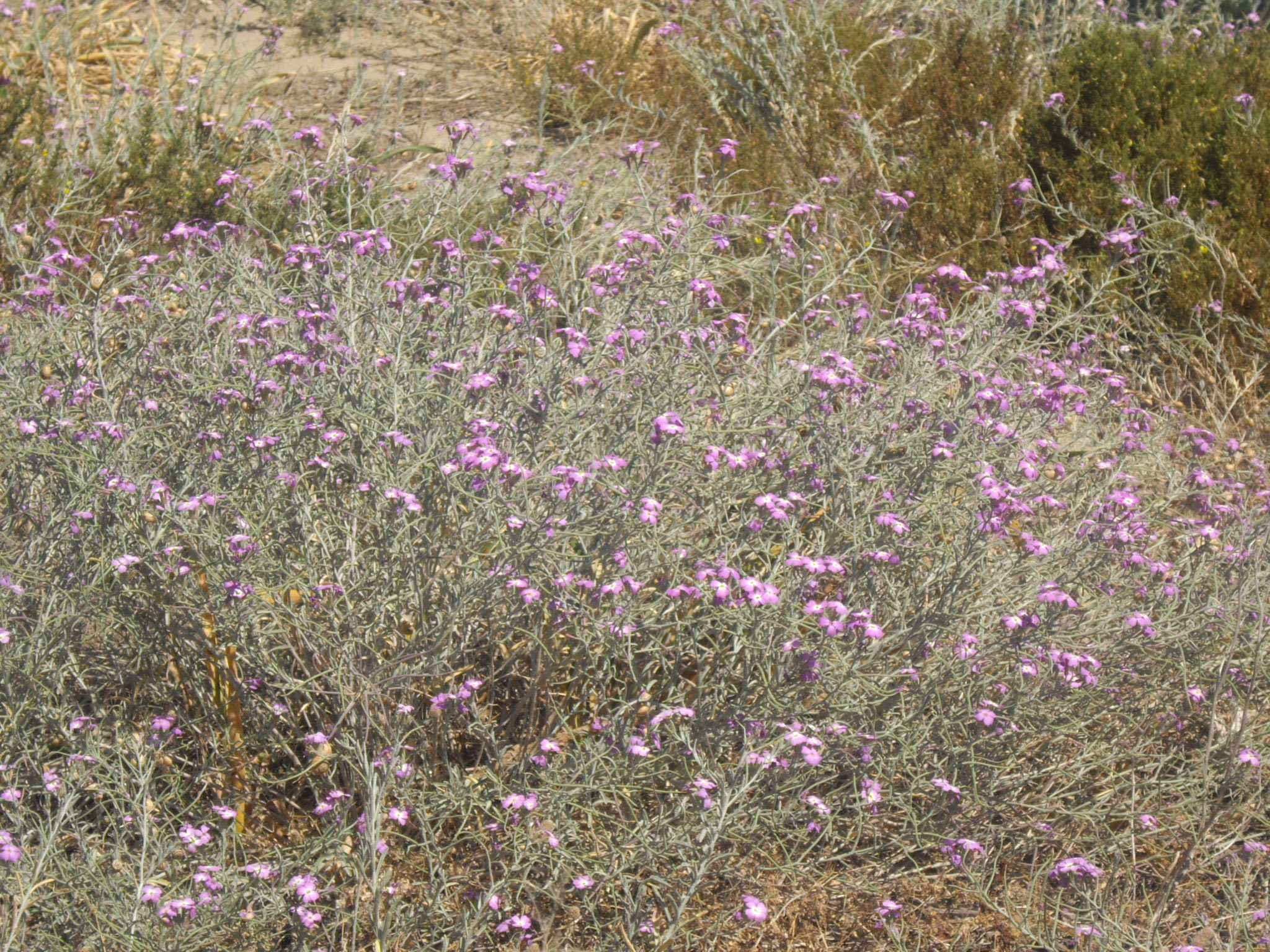

| Капуста | Це незавершена стаття про капустяні. Ви можете допомогти проєкту, виправивши або дописавши її. |